# Te Deum (Verdi)
Il Te Deum è uno dei Quattro pezzi sacri composti da Giuseppe Verdi. Verdi lo considerava il migliore della raccolta ed uno dei suoi lavori più significativi.

## Il brano
Il Te Deum, che conclude il ciclo dei Quattro pezzi sacri, è per doppio coro (soprano, contralto, tenore e basso), con un breve episodio per soprano solo, e grande orchestra composta da 3 flauti, 2 oboi, corno inglese, 2 clarinetti, clarinetto basso, 4 fagotti, 4 corni, 3 trombe, 4 tromboni, percussioni (timpani, grancassa), e archi. Il lavoro si basa su un unico cantus firmus. Il brano dura circa 15 minuti, anche se Verdi stesso suggerì una durata di circa 12 minuti.
Il lavoro inizia in stile gregoriano, con il testo "Te Deum Laudamus, Te Dominum confitemur" cantato a cappella all'unisono da un coro maschile. Con l'inizio del coro misto e dell'orchestra, seguono tre scene drammatiche, con la ripresa del linguaggio musicale delle Messa da Requiem. Verso la fine del pezzo c'è un breve assolo del soprano, sul testo "In te speravi; non confundar in aeternum. / In te, Domine, in te speravi", successivamente ripetuto dal coro. Il pezzo si conclude con una musica contemplativa come nel Libera me della Messa da Requiem, con un breve postludio orchestrale.